# Acidaliastis prophanes
Acidaliastis prophanes är en fjärilsart som beskrevs av Louis Beethoven Prout 1922. Acidaliastis prophanes ingår i släktet Acidaliastis och familjen mätare. Inga underarter finns listade i Catalogue of Life.